# Canillas de Aceituno (kommunhuvudort)
Canillas de Aceituno är en kommunhuvudort i Spanien.   Den ligger i provinsen Provincia de Málaga och regionen Andalusien, i den södra delen av landet, 400 km söder om huvudstaden Madrid. Canillas de Aceituno ligger 648 meter över havet och antalet invånare är 2 241.
Terrängen runt Canillas de Aceituno är kuperad åt sydväst, men åt nordost är den bergig. Runt Canillas de Aceituno är det ganska glesbefolkat, med 23 invånare per kvadratkilometer. Närmaste större samhälle är Vélez-Málaga, 10,4 km söder om Canillas de Aceituno. Omgivningarna runt Canillas de Aceituno är i huvudsak ett öppet busklandskap.